# William Moylan
William David Moylan (Virginia, 23 april 1956) is een Amerikaans componist en muziekpedagoog.

## Levensloop
Moylan studeerde aan de Universiteit van Minnesota in Minneapolis en aan het Peabody Institute of the Johns Hopkins University in Baltimore, waar hij zijn Bachelor of Music in compositie behaalde. Vervolgens studeerde hij aan de Universiteit van Toronto in Toronto en behaalde aldaar zijn Master of Music eveneens in compositie. Zijn studies voltooide hij aan de Ball State University in Muncie en promoveerde tot Doctor of Musical Arts in muziektheorie en compositie.
Moylan werkte aan het Peabody Recording Studio en later aan het Audio Recording Institute tijdens het Aspen Music Festival. Sinds 1979 werkt hij als docent voor "Audio recording" aan de Universiteit van Massachusetts (UMass) in Lowell. Onder zijn leiding heeft sich het programma van deze afdeling tot een van de bekendste inrichtingen binnen de Verenigde Staten ontwikkeld. Moylan is auteur van verschillende boeken over de kunst van de audio-opname. Zijn laatste publicatie Understanding and Crafting the Mix: the Art of Recording is zelfs in het Mandarijn en Italiaans vertaald.
Daarnaast is Moylan ook bezig als componist. Rond 40 van zijn muzikale werken zijn gepubliceerd.

## Composities (selectie)

### Werken voor harmonieorkest
- 1976 Expression, voor harmonieorkest

### Vocale muziek

#### Werken voor koor
- 1992 Mother Earth: Her Whales, voor sopraan, alt, dwarsfluit, hobo, klarinet, viool, piano, harp, slagwerk en gemengd koor - tekst: Gary Snyder

#### Liederen
- 1984 The Now, voor sopraan (of tenor), hoorn en piano
- 1995 rev.1996 For a Sleeping Child Lullabies and Midnight Musings, zangcyclus voor zangstem en piano - tekst: 
  1. Wynken, Blynken and Nod - tekst: Eugene Field
  2. All the pretty little horses
  3. The mother's song
  4. Sometime - tekst: Eugene Field
- Dawn, voor sopraan, dwarsfluit, hobo, klarinet, viool, piano en harp
- The Stolen Child, voor sopraan, klarinet en piano - tekst: William Butler Yeats

### Kamermuziek
- Duet, voor klarinet en fagot
- Eveleth, voor trompet, hoorn, trombone en tuba
- Rhapsody, voor basklarinet
- Trio, voor dwarsfluit, hoorn en piano

### Werken voor piano
- 1979 Sonata

## Publicaties
- The Art of Recording: The Creative Resources of Music Production and Audio, Kluwer Academic Publication, 1991. 260 p., ISBN 978-0-442-00669-3
- The Art of Recording: Understanding and Crafting the Mix, Focal Press, 2002. 424 p., ISBN 978-0-240-80483-5
- Understanding And Crafting the Mix: The Art of Recording, Focal Press, 2006. 396 p.+ 1 sound disc, ISBN 978-0-240-80755-3